# Opalanica
Opalanica (ok. 468 m) – skaliste wzniesienie w miejscowości Strzegowa w województwie małopolskim, w powiecie zawierciańskim, w gminie Wolbrom. Znajduje się wśród pól uprawnych, po orograficznie lewej stronie Doliny Wodącej, w odległości około 500 m na zachód od drogi wojewódzkiej nr 794. Sąsiaduje ze wzniesieniami Kyciowa Skała, Pociejówka i Śmietnik. Pod względem geograficznym jest to obszar Wyżyny Częstochowskiej.
Ponad otaczającymi ją z wszystkich stron polami Opalanica wznosi się na wysokość około 20 m. Zbudowana jest ze skał wapiennych i porośnięta lasem. Wśród drzew znajdują się liczne, niewielkie skałki, oraz dwie większe. Wśród skał znajdują się jaskinie i schrony jaskiniowe: Jaskinia pod Szczytem, Jaskinia z Kotłem, Połamany Meander, Kreci Korytarz, Okap na Szczelinie, Schronisko Między Ściany, Schronisko z Balkonem, Wiewiórczy Magazyn.